# Чемпионат мира по спидвею
Чемпионат мира по спидвею — международные соревнования между сильнейшими спидвейными гонщиками мира. Сегодня победитель определяется в гонках серии Гран-При, в которой очки набранные в гонках накапливаются и победитель определяется по итогам всех гонок. До 1995 года чемпион мира определялся в единственной гонке, в которой участвовали спортсмены, прошедшие через отборочные соревнования.

## Организация

### 1936—1954 годы
Общая система проведения чемпионата с самого первого чемпионата претерпела лишь незначительные изменения. Проводилось несколько отборных квалификационных раундов, в каждом из которых гонщики в заездах по четыре участника набирали очки. Каждый должны быть сразиться с каждым из соперников. За первое место в заезде гонщик получал 3 очка, второе — два, третье — одно очко.
Шестнадцать гонщиков, набравших максимальные очки проходили в финал мирового чемпионата. Финальное соревнование состояло из 20 заездов, в которых каждый гонщик выходил на старт по пять раз. Использовалась система равенства очков, и в случае если несколько гонщиков набирали равное количество очков, то титул присуждался каждому.
С 1939 по 1948 годы чемпионат не проводился в связи со Второй мировой войной.

### 1955—1994 годы
С 1955 года было решено, что гонщикам вовсе не обязательно приезжать в Великобританию, чтобы участвовать в отборочных турнирах: появилась система зональных квалификаций. Скандинавские страны (Финляндия, Дания, Швеция и Норвегия) проводили собственные квалификации, а гонщики других европейских стран (Австрии, Голландии, Германии, Польши, СССР и Чехословакии) участвовали в Континентальных финалах (так называлась квалификация для них).
Однако отборочные раунды для гонщиков из Великобритании, США, Австралии и Новой Зеландии оставались неизменными до 1964 года.
Количество гонщиков, выходивших в финал мирового чемпионата от каждого из отборочных туров, менялось год от года. Это зависело от страны, принимающей финал соревнований. Также менялось количество отборочных соревнований (так, например, с 1972 по 1990 годы проводился ещё и Интерконтинентальный финал между скандинавскими и англоговорящими странами).

### С 1995 года
Начиная с 1995 года титул чемпиона перестал разыгрываться по итогам единственного соревнования. Была принята система, аналогичная проведению чемпионата в Формуле-1 и серии MotoGP — мировая серия Гран-При.
Первоначально было шесть этапов Гран-При: в Польше, Австрии, Швеции, Дании и Великобритании.
В гонках использовалась старая система: 20 заездов, в ходе которых каждый гонщик встречается на трассе с каждым из соперников. Однако появилось и нововведение: между четырьмя гонщиками, набравшими максимальное число очков проводился дополнительный заезд, в котором и разыгрывались 4 первых места этапа Гран-При.
Система очков была следующая:
- 25 очков получал победитель этапа
- 18, 16, 14, 13, 12, 11, 9, 8, 7, 6, 4, 3 ,2
- 1 очко получал гонщик, занявший 16-е место.

С 2007 года система начисления очков за занятое место отменена, вместо неё суммируются очки, непосредственно набранные гонщиками в заезде. С 2013 года очки, набранные в финальном заезде, не удваиваются.
В современном виде в Гран-При принимает участие 16 гонщиков. 8 из них — спортсмены занявшие первые 8 мест прошлого чемпионата. Трое отбираются в отборочных соревнованиях. Четверо участвуют благодаря так называемым «диким картам» — они назначаются специалистами BSI (Benfield Sports International — организация, которая по договору с федерацией мотоспорта обладает правами на проведение чемпионата мира по спидвею) на основе собственного аналитического исследования. Еще один гонщик также назначается BSI непосредственно перед каждым этапом из целей привлечения максимальной зрительской аудитории (обычно — гонщик из страны, принимающей этап Гран-При).
Также заранее определяется список из шести запасных, которые смогут заменить основных гонщиков, если те по каким-либо причинам не смогут принять участие в том или ином этапе.

## Таблица призёров
| Год                                          | Финал             | Победитель             | Второе место           | Третье место               |
| -------------------------------------------- | ----------------- | ---------------------- | ---------------------- | -------------------------- |
| 1936                                         | Лондон            | Лайонел ван Праг 26+3  | Эрик Лэнгтон 26+2      | Блю Уилкинсон 25           |
| 1937                                         | Лондон            | Джек Милн 28           | Уилбур Ламоро 25       | Корди Милн 23              |
| 1938                                         | Лондон            | Блю Уилкинсон 22       | Джек Милн 21           | Уилбур Ламоро 20           |
| Чемпионаты не проводились с 1939 по 1948 год |                   |                        |                        |                            |
| 1949                                         | Лондон            | Томми Прайс 15         | Джек Паркер 14         | Луис Лоусон 13             |
| 1950                                         | Лондон            | Фредди Уильямс 14      | Уолли Грин 13          | Грэм Уоррен 12             |
| 1951                                         | Лондон            | Джек Янг 12            | Сплит Уотермэн 12      | Джек Биггс 12              |
| 1952                                         | Лондон            | Джек Янг 14            | Фредди Уильямс 13      | Боб Оукли 12               |
| 1953                                         | Лондон            | Фредди Уильямс 14      | Сплит Уотермэн 13      | Гейфф Мардон 12            |
| 1954                                         | Лондон            | Ронни Мур 15           | Брайан Кратчер 13      | Олле Нигрен 13             |
| 1955                                         | Лондон            | Питер Крейвен 13       | Ронни Мур 12           | Барри Бриггс 12            |
| 1956                                         | Лондон            | Ове Фундин 13          | Ронни Мур 12           | Артур Форрест 11           |
| 1957                                         | Лондон            | Барри Бриггс 14        | Ове Фундин 14          | Питер Крейвен 11           |
| 1958                                         | Лондон            | Барри Бриггс 15        | Ове Фундин 13          | Aub Lawson 11              |
| 1959                                         | Лондон            | Ронни Мур 15           | Ове Фундин 13          | Барри Бриггс 11            |
| 1960                                         | Лондон            | Ове Фундин 14          | Ронни Мур 14           | Питер Крейвен 14           |
| 1961                                         | Мальмё            | Ове Фундин 14          | Бъёрн Кнутссон 12      | Гёте Нордин 12             |
| 1962                                         | Лондон            | Питер Крейвен 14       | Барри Бриггс 13        | Ове Фундин 10              |
| 1963                                         | Лондон            | Ове Фундин 14          | Бъёрн Кнутссон 13      | Барри Бриггс 12            |
| 1964                                         | Гётеборг          | Барри Бриггс 15        | Игорь Плеханов 13      | Ове Фундин 13              |
| 1965                                         | Лондон            | Бъёрн Кнутссон 14      | Игорь Плеханов 13      | Ове Фундин 13              |
| 1966                                         | Гётеборг          | Барри Бриггс 15        | Сверре Харрфельдт 14   | Антонин Ворына 13          |
| 1967                                         | Лондон            | Ове Фундин 14          | Бенгт Янссон 14        | Айвен Мейджер 13           |
| 1968                                         | Гётеборг          | Айвен Мейджер 15       | Барри Бриггс 12        | Эдвард Янцаж 11            |
| 1969                                         | Лондон            | Айвен Мейджер 14       | Барри Бриггс 11        | Сёрен Шёстен 11            |
| 1970                                         | Вроцлав           | Айвен Мейджер 15       | Павел Валошек 14       | Антонин Ворына 13          |
| 1971                                         | Гётеборг          | Оле Ольсен 15          | Айвен Мейджер 12       | Бенгт Янссон 12            |
| 1972                                         | Лондон            | Айвен Мейджер 13       | Берндт Перссон 13      | Оле Ольсен 12              |
| 1973                                         | Хожув             | Ёжи Щакель 13          | Айвен Мейджер 13       | Зенон Плех 12              |
| 1974                                         | Гётеборг          | Андерс Миханек 15      | Айвен Мейджер 11       | Сёрен Шёстен 11            |
| 1975                                         | Лондон            | Оле Ольсен 15          | Андерс Миханек 13      | Джон Луис 12               |
| 1976                                         | Хожув             | Питер Коллинс 14       | Малкольм Симмонс 13    | Фил Крамп 12               |
| 1977                                         | Гётеборг          | Айвен Мейджер 14       | Питер Коллинс 13       | Оле Ольсен 12              |
| 1978                                         | Лондон            | Оле Ольсен 13          | Гордон Кеннет 12       | Скотт Отри 11              |
| 1979                                         | Хожув             | Айвен Мейджер 14       | Зенон Плех 13          | Майкл Ли 11                |
| 1980                                         | Гётеборг          | Майкл Ли 14            | Дэйв Джессуп 12        | Билли Сэндерс 12           |
| 1981                                         | Лондон            | Брюс Пенхолл 14        | Оле Ольсен 12          | Томми Кнудсен 12           |
| 1982                                         | Лос-Анджелес      | Брюс Пенхолл 14        | Лес Коллинс 13         | Деннис Сигалос 12          |
| 1983                                         | Норден            | Эгон Мюллер 15         | Билли Сэндерс 12       | Майкл Ли 11                |
| 1984                                         | Гётеборг          | Эрик Гундерсен 14      | Ханс Нильсен 13        | Лэнс Кинг 13               |
| 1985                                         | Брадфорд          | Эрик Гундерсен 13      | Ханс Нильсен 13        | Сэм Ермоленко 13           |
| 1986                                         | Хожув             | Ханс Нильсен 14        | Ян Освальд Педерсен 13 | Келвин Тейтум 12           |
| 1987                                         | Амстердам         | Ханс Нильсен 27        | Эрик Гундерсен 24+3    | Сэм Ермоленко 24+2         |
| 1988                                         | Войенс            | Эрик Гундерсен 14      | Ханс Нильсен 14        | Ян Освальд Педерсен 13     |
| 1989                                         | Мюнхен            | Ханс Нильсен 15        | Саймон Уигг 12         | Джереми Донкастер 12       |
| 1990                                         | Брадфорд          | Пер Йонссон 13+3       | Шон Моран 13+2 (дискв) | Тодд Уилтшир 12            |
| 1991                                         | Гётеборг          | Ян Освальд Педерсен 15 | Тони Рикардссон 12     | Ханс Нильсен 11            |
| 1992                                         | Вроцлав           | Гари Хэвлок 14         | Пер Йонссон 11         | Герт Хандберг 10           |
| 1993                                         | Поккинг           | Сэм Ермоленко 12       | Ханс Нильсен 11        | Крис Луис 11               |
| 1994                                         | Войенс            | Тони Рикардссон 12     | Ханс Нильсен 12        | Крайг Бойс 12              |
| Мировая серия Гран-при                       |                   |                        |                        |                            |
| Год                                          | Количество этапов | Победитель             | Второе место           | Третье место               |
| 1995                                         | 6 этапов          | Ханс Нильсен 103       | Тони Рикардссон 88     | Сэм Ермоленко 83           |
| 1996                                         | 6 этапов          | Билли Хэмилл 113       | Ханс Нильсен 111       | Грег Хэнкок 88             |
| 1997                                         | 6 этапов          | Грег Хэнкок 118        | Билли Хэмилл 111       | Томаш Голлоб 92            |
| 1998                                         | 6 этапов          | Тони Рикардссон 111    | Джимми Нильсен 99      | Томаш Голлоб 97            |
| 1999                                         | 6 этапов          | Тони Рикардссон 111    | Томаш Голлоб 98        | Ханс Нильсен 76            |
| 2000                                         | 6 этапов          | Марк Лорам 102         | Билли Хэмилл 95        | Тони Рикардссон 94         |
| 2001                                         | 6 этапов          | Тони Рикардссон 121    | Джейсон Крамп 113      | Томаш Голлоб 89            |
| 2002                                         | 10 этапов         | Тони Рикардссон 181    | Джейсон Крамп 162      | Райан Салливан 158         |
| 2003                                         | 9 этапов          | Ники Педерсен 152      | Джейсон Крамп 144      | Тони Рикардссон 127        |
| 2004                                         | 9 этапов          | Джейсон Крамп 158      | Тони Рикардссон 155    | Грег Хэнкок 137            |
| 2005                                         | 9 этапов          | Тони Рикардссон 196    | Джейсон Крамп 154      | Ли Адамс 107               |
| 2006                                         | 10 этапов         | Джейсон Крамп 188      | Грег Хэнкок 144        | Ники Педерсен 134          |
| 2007                                         | 11 этапов         | Ники Педерсен 196      | Ли Адамс 153           | Джейсон Крамп 124          |
| 2008                                         | 11 этапов         | Ники Педерсен 174      | Джейсон Крамп 152      | Томаш Голлоб 148           |
| 2009                                         | 11 этапов         | Джейсон Крамп 159      | Томаш Голлоб 144       | Эмиль Сайфутдинов 139      |
| 2010                                         | 11 этапов         | Томаш Голлоб 166       | Ярослав Хампель 137    | Джейсон Крамп 135          |
| 2011                                         | 11 этапов         | Грег Хэнкок 165        | Андреас Йонссон 125    | Ярослав Хампель 123        |
| 2012                                         | 12 этапов         | Крис Холдер 160        | Ники Педерсен 152      | Грег Хэнкок 148            |
| 2013                                         | 12 этапов         | Тай Уоффинден 151      | Ярослав Хампель 142    | Нильс-Кристиан Иверсен 132 |
| 2014                                         | 12 этапов         | Грег Хэнкок 140        | Кшиштоф Каспшак 132    | Ники Педерсен 121          |
| 2015                                         | 12 этапов         | Тай Уоффинден 163      | Грег Хэнкок 147        | Ники Педерсен 131          |
| 2016                                         | 11 этапов         | Грег Хэнкок 139        | Тай Уоффинден 130      | Бартош Змарзлик 128        |
| 2017                                         | 12 этапов         | Джейсон Дойл 161       | Патрик Дудек 143       | Тай Уоффинден 131          |
| 2018                                         | 10 этапов         | Тай Уоффинден 139      | Бартош Змарзлик 129    | Фредерик Линдгрен 109      |
| 2019                                         | 10 этапов         | Бартош Змарзлик 132    | Леон Мадсен 130        | Эмиль Сайфутдинов 126      |
| 2020                                         | 8 этапов          | Бартош Змарзлик 133    | Тай Уоффинден 117+3    | Фредерик Линдгрен 117+2    |
| 2021                                         | 11 этапов         | Артем Лагута 192       | Бартош Змарзлик 189    | Эмиль Сайфутдинов 149      |
| 2022                                         | 10 этапов         | Бартош Змарзлик 166    | Леон Мадсен 133        | Мацей Яновский 106         |
| 2023                                         | 10 этапов         | Бартош Змарзлик 158    | Фредерик Линдгрен 150  | Мартин Вацулик 125         |
| 2024                                         | 11 этапов         |                        |                        |                            |

В 2021 году Артем Лагута и Эмиль Сайфутдинов соревновались как нейтральные участники, используя обозначение МФР (Мотоциклетная федерация России), поскольку Всемирное антидопинговое агентство ввело запрет на участие России в чемпионатах мира.

## Медальный зачёт
| Позиция | Страна         | Gold | Silver | Bronze | Всего |
| ------- | -------------- | ---- | ------ | ------ | ----- |
| 1.      | Швеция         | 14   | 15     | 12     | 41    |
| 2.      | Дания          | 14   | 12     | 11     | 37    |
| 3.      | Великобритания | 12   | 15     | 12     | 39    |
| 4.      | Новая Зеландия | 12   | 9      | 5      | 26    |
| 5.      | Австралия      | 9    | 7      | 12     | 28    |
| 6.      | США            | 9    | 6      | 11     | 26    |
| 7.      | Польша         | 6    | 10     | 11     | 27    |
| 8.      | СССР/ Россия   | 1    | 2      | 3      | 6     |
| 9.      | Германия       | 1    |        |        | 1     |
| 10.     | Норвегия       |      | 1      |        | 1     |
| 11.     | Словакия       |      |        | 1      | 1     |

Набиолее титулованными гонщиками являются Тони Рикардссон и Айван Мейджер - шестикратные чемпионы. Больше всего медалей у Ханса Нильсена - 12 (4+6+2).